# نسل‌کشی جونغارها
نسل‌کشی جونغارها (انگلیسی: Dzungar genocide) نابودی دسته جمعی قوم مغول جونغارها توسط دودمان چینگ بود.